# Tellervo mercedonia
Tellervo mercedonia är en fjärilsart som beskrevs av Karsch 1894. Tellervo mercedonia ingår i släktet Tellervo och familjen praktfjärilar. Inga underarter finns listade i Catalogue of Life.